# Cerro Turubó

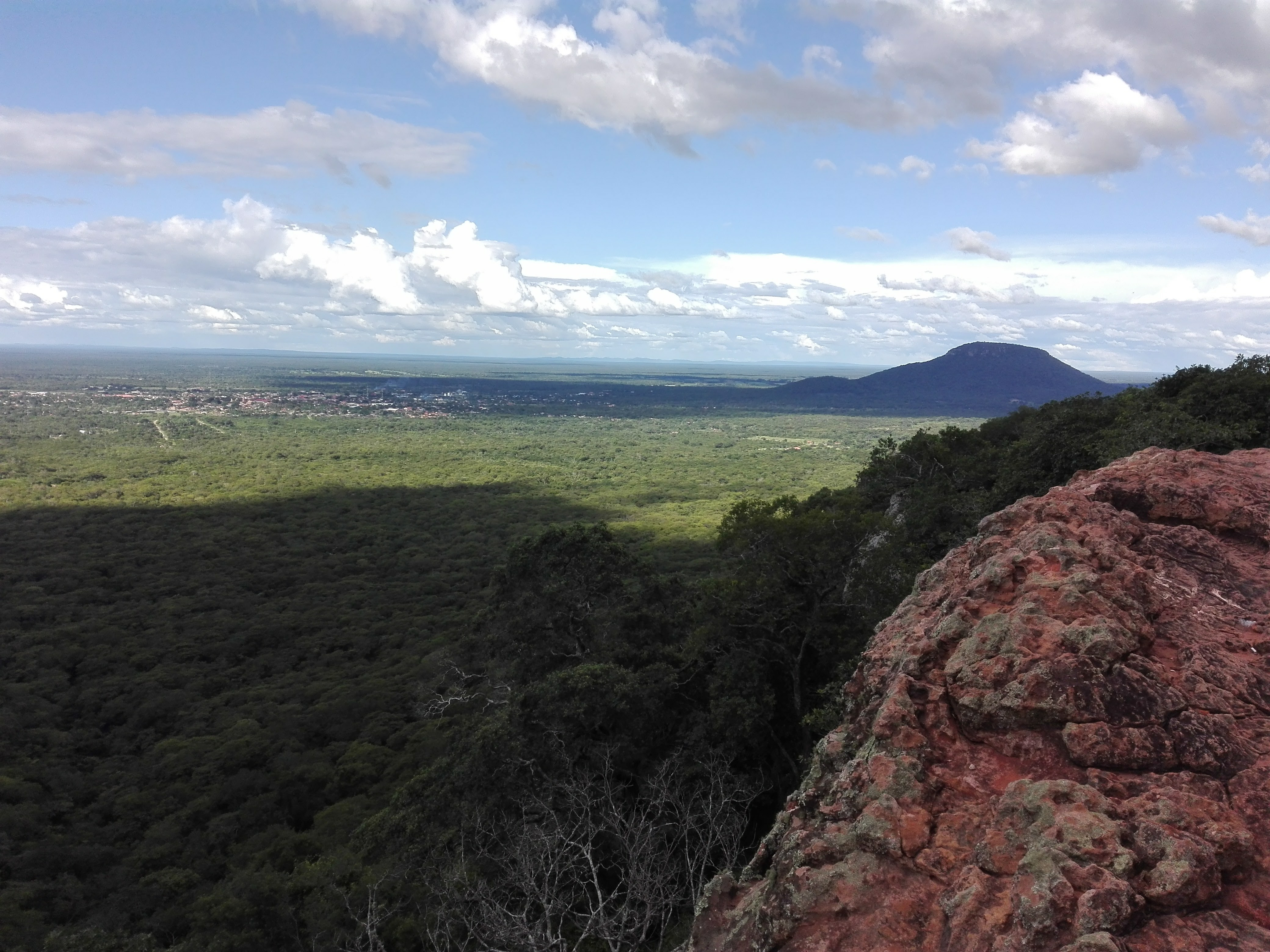
Vista desde el mirador Ñuflo de Chávez

El cerro Turubó es un monte ubicado cerca de San José de Chiquitos en Bolivia. Administrativamente se encuentra en el municipio de San José de Chiquitos de la provincia Chiquitos en el departamento de Santa Cruz. Es habitado por el pueblo chiquitano y los ayoreos bolivianos. 

## Etimología
Es una palabra que proveniente del dialecto chiquitano que significa "Solitario" y hace alusión a una montaña.

## Ubicación
Se encuentra ubicado a 2 km al este de San José de Chiquitos, a 657 m s. n. m. lado norte de las faldas de la serranía del Riquío y a 4 km del parque nacional histórico Santa Cruz la Vieja.

## Turismo
El acceso hasta la falda del cerro es cómodo, está pavimentado, desde allí hay que escalar a pie para llegar a la cima. Ofrece una vista panorámica de 360°. Ideal para escalar montaña, observar aves, recorrido de senderos.
Es también considerado un santuario religioso, alberga en su cima la gruta de la Virgen del Carmen, por tal motivo se le denomina el Monte Carmelo.
Cada 16 de julio, la población de acude en romería y aprovecha la oportunidad para cosechar la coca camba, infusión que se toma con horneados tradicionales.